# Схеттенс
Схеттенс (нід. Schettens) — село в нідерландській провінції Фрисландія. Входить до муніципалітету Південно-Західна Фрисландія.
Його площа становить 3,86км², а населення станом на 2021 рік складало 265 осіб.
Перша згадка про населений пункт датується 855 роком.

## Галерея

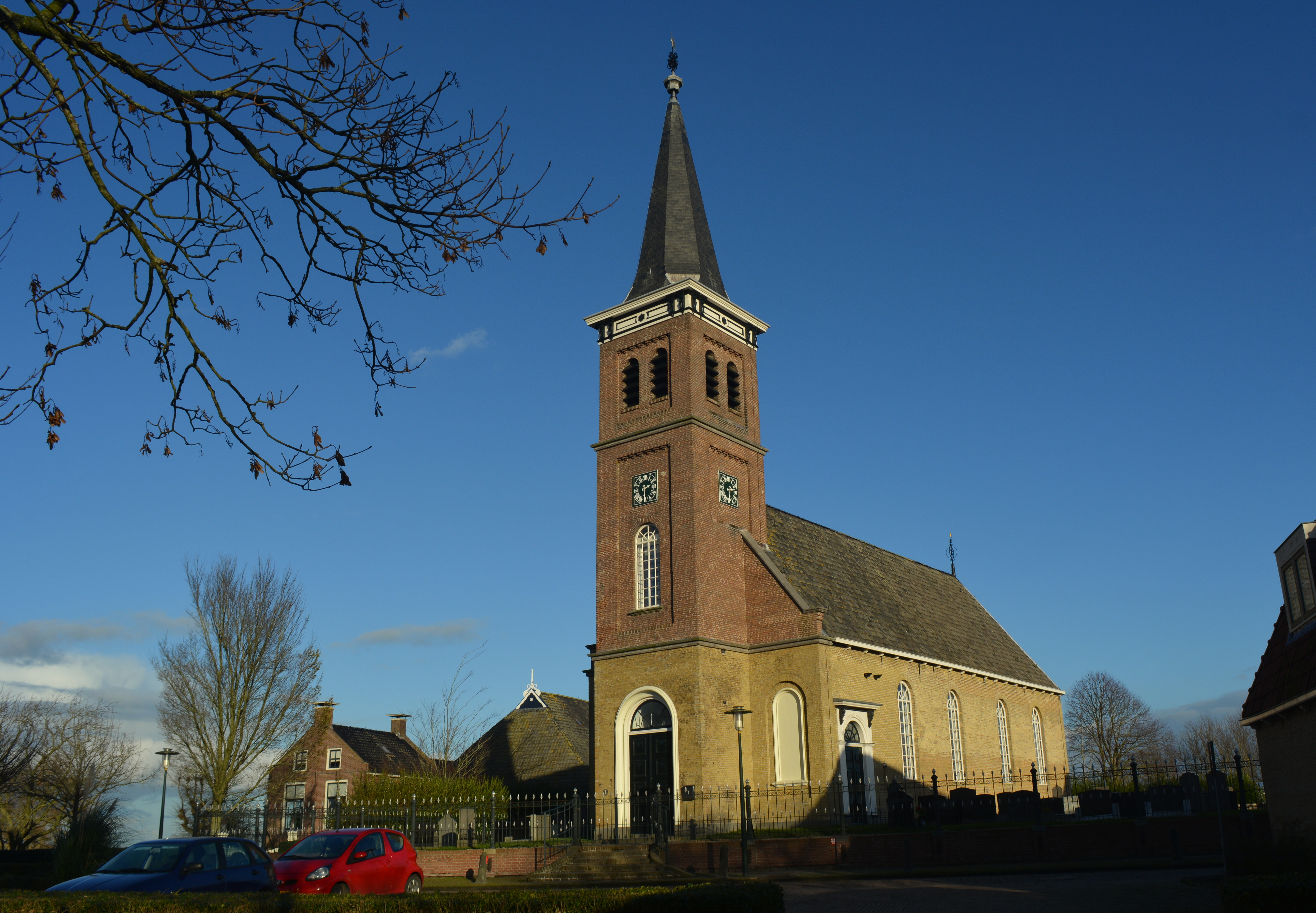
Протестанська церква
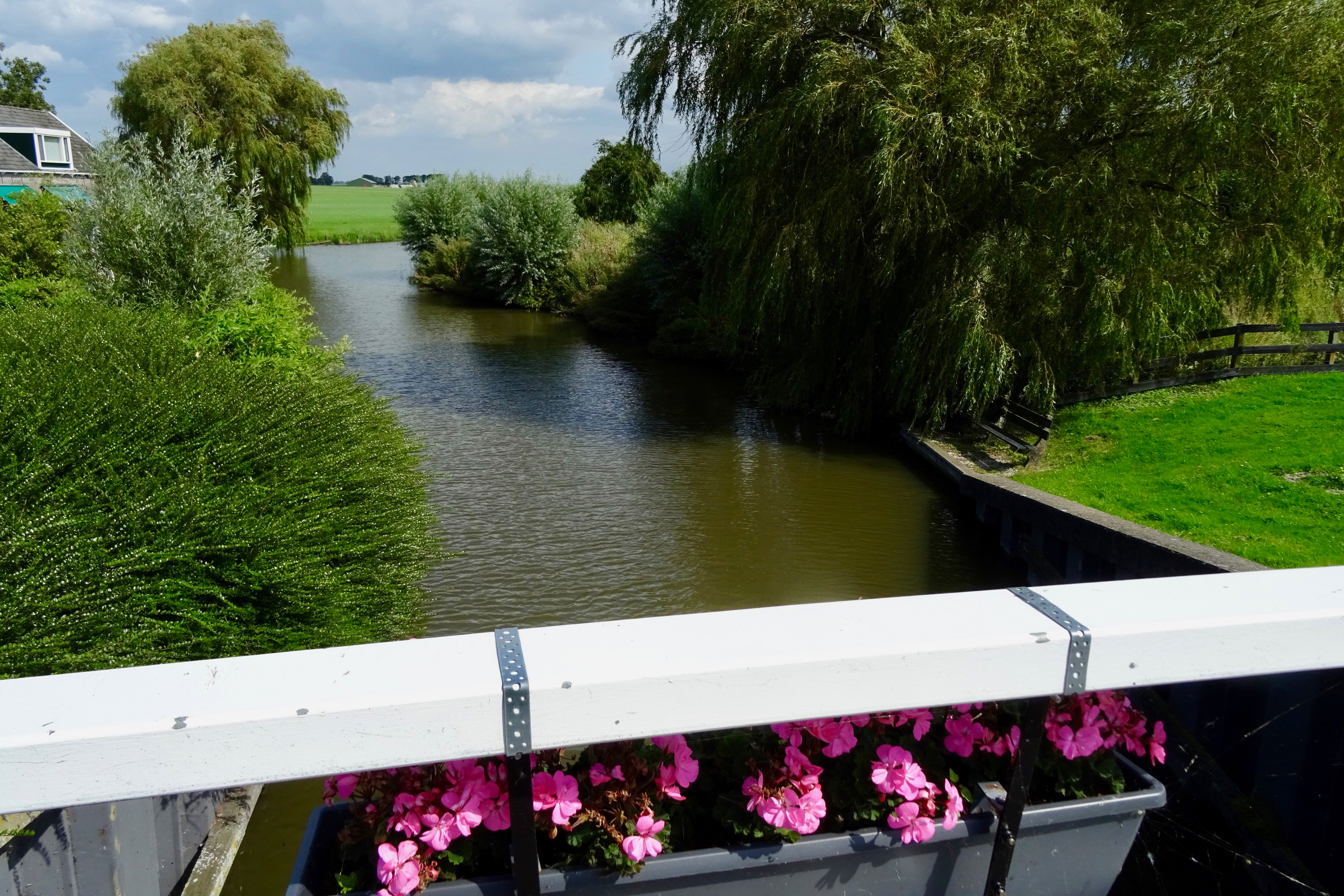
Вид на канал
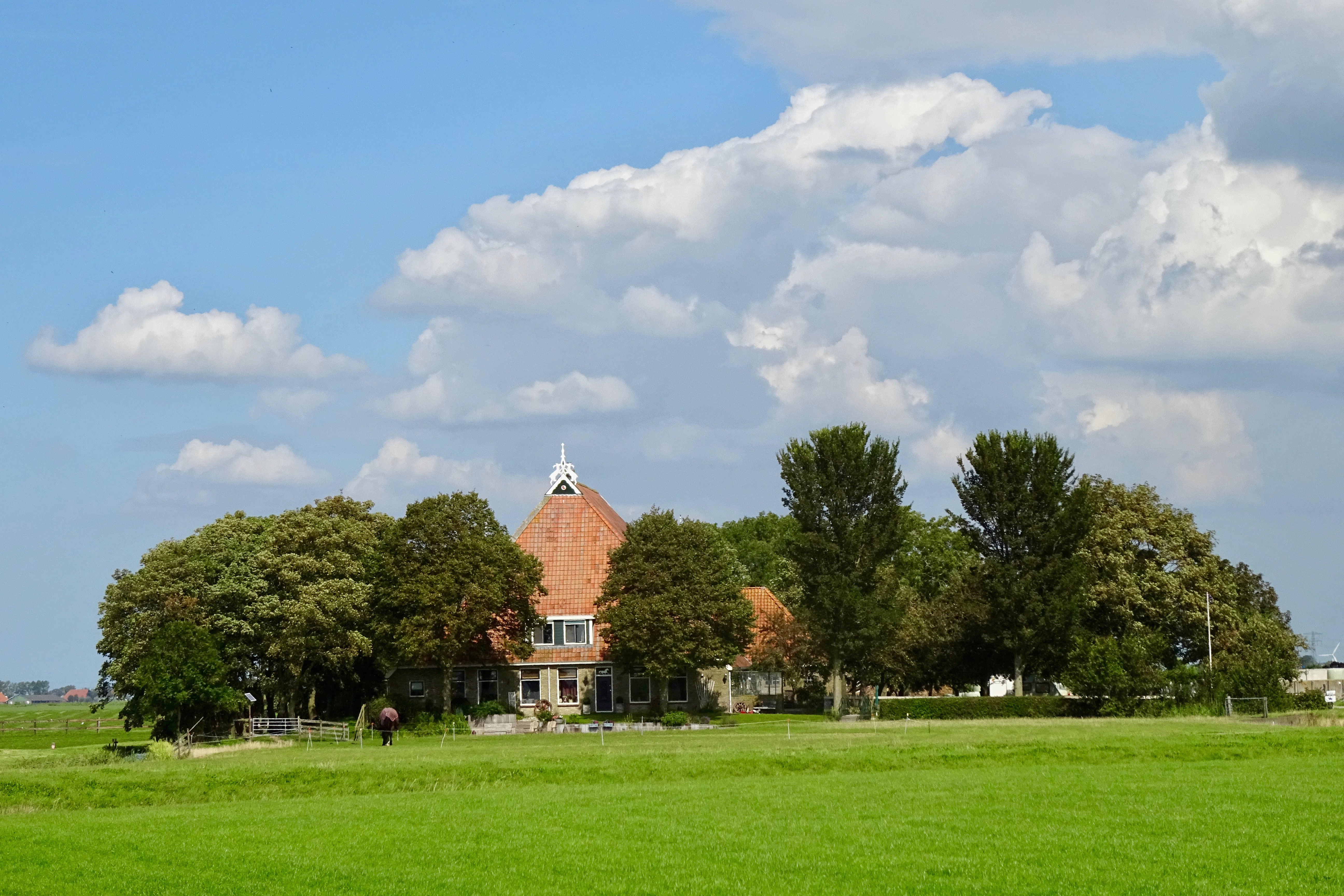
Ферма поблизу села
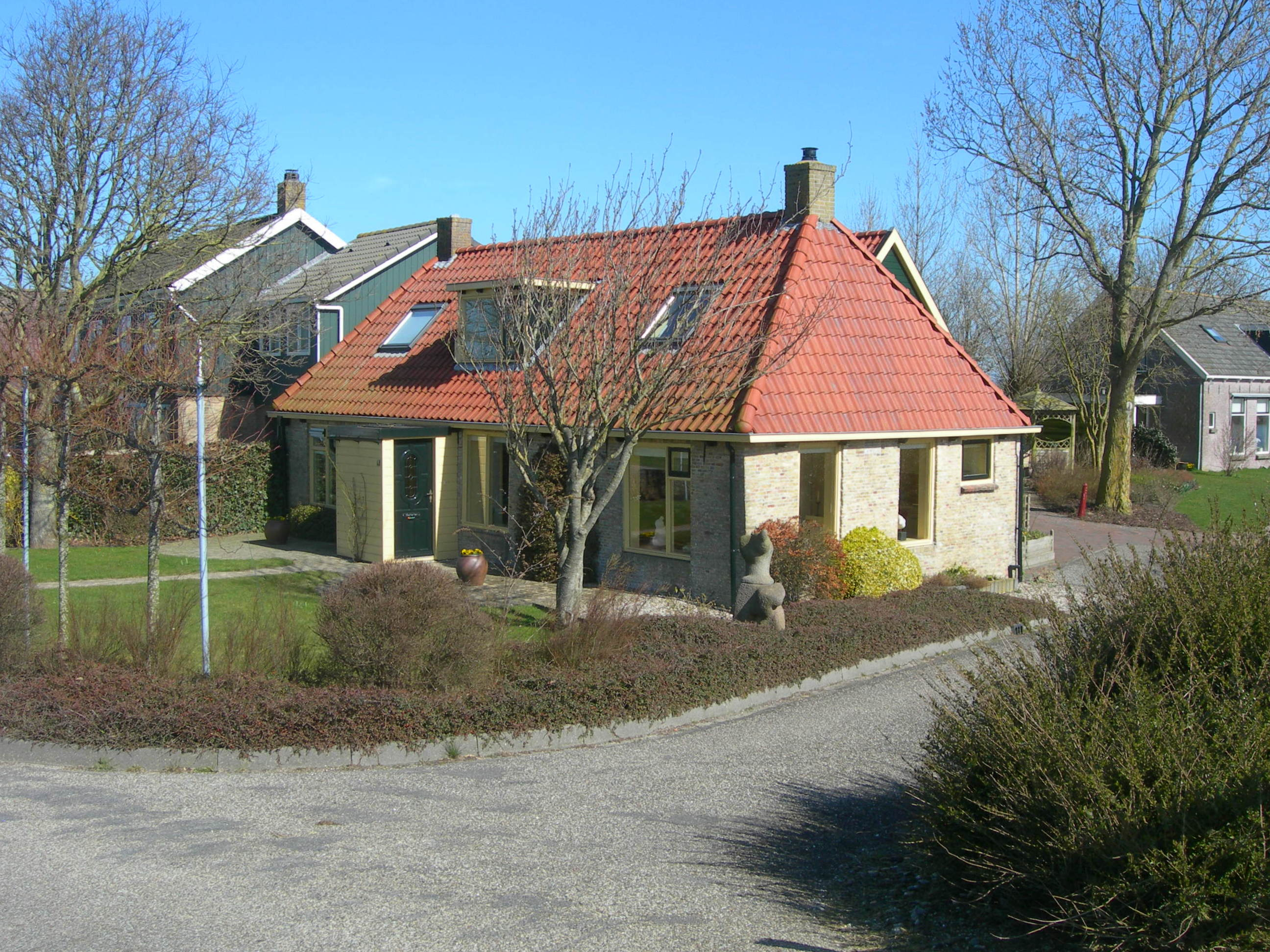
Будинок у Схеттенсі